# Marc Genuci
Marc Genuci (en llatí Marcus Genucius) era un militar romà del segle ii aC. Formava part de la branca plebea de la gens Genúcia.
Va ser tribú militar l'any 193 aC sota el cònsol Luci Corneli Mèrula. Es va destacar en la guerra contra el bois i va morir en la batalla de Mutina contra aquest poble.